# Hogdal
Hogdal är kyrkbyn i Hogdals socken i Strömstads kommun i Bohuslän. Hogdals kyrka ligger här. Motorvägen E6 går genom området.
I Hogdal fanns förr ett gästgiveri. 